# Thüringen Ladies Tour

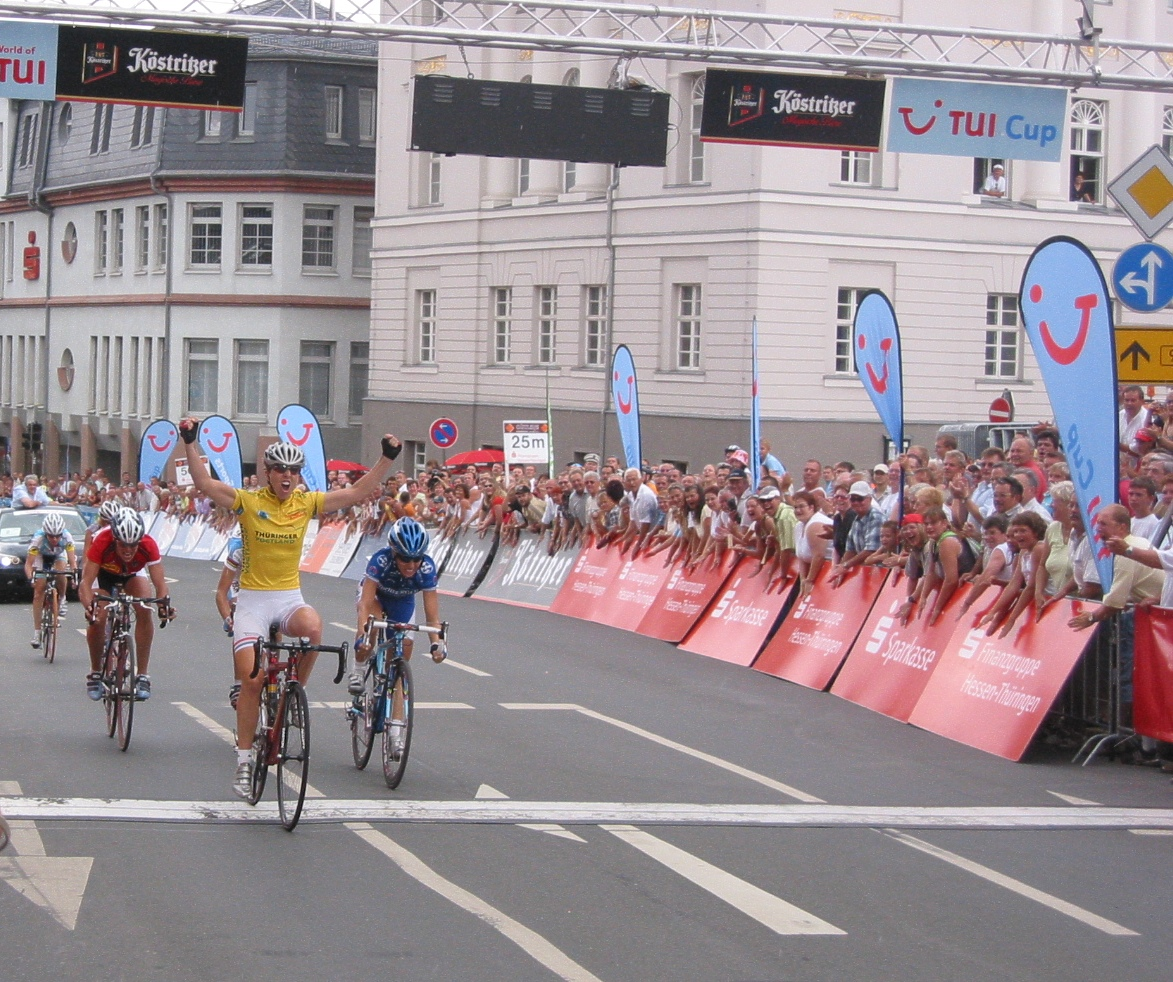
Nicole Cooke vince l'ultima tappa dell'edizione 2006

Il Thüringen Ladies Tour (it.: Giro della Turingia femminile) è una corsa a tappe di ciclismo su strada femminile che si tiene annualmente in Turingia, Germania. Fa parte del Calendario internazionale femminile UCI come prova di classe 2.Pro.

## Albo d'oro
Aggiornato all'edizione 2024.
| Anno                           | Vincitrice                                       | Seconda                                          | Terza                                            |
| DDR Rundfahrt                  | DDR Rundfahrt                                    | DDR Rundfahrt                                    | DDR Rundfahrt                                    |
| ------------------------------ | ------------------------------------------------ | ------------------------------------------------ | ------------------------------------------------ |
| 1986                           | Hanna Chmelařová                                 | Ildiko Páczová                                   | Jana Schur                                       |
| 1987                           | Petra Rossner                                    | Tea Vykstedt-Nyman                               | Hanna Chmelařová                                 |
| 1988                           | Tea Vykstedt-Nyman                               | Petra Rossner                                    | Monique van den Berg                             |
| 1989                           | Vanesa von Dijk                                  | Eva Orvošová                                     | Angela Kindling                                  |
| 1990-91                        | non disputato                                    | non disputato                                    | non disputato                                    |
| Thüringen Rundfahrt der Frauen |                                                  |                                                  |                                                  |
| 1992                           | Elena Barillova                                  | Lenka Ilavská                                    | Marion Borst                                     |
| 1993                           | Lenka Ilavská                                    | Elena Barillova                                  | Claudia Lehmann                                  |
| 1994                           | Alison Dunlap                                    | Jeannie Golay                                    | Susanne Ljungskog                                |
| 1995                           | Laura Charameda                                  | Elena Ohuj                                       | Sandra Kratz-Schumacher                          |
| 1996                           | Ina-Yoko Teutenberg                              | Vera Hohlfeld                                    | Laura Charameda                                  |
| 1997                           | Alessandra Cappellotto                           | Barbara Heeb                                     | Monica Valen                                     |
| 1998                           | Edita Pučinskaitė                                | Susanne Ljungskog                                | Hanka Kupfernagel                                |
| 1999                           | Hanka Kupfernagel                                | Diana Žiliūtė                                    | Rasa Polikevičiūtė                               |
| 2000                           | Valentina Karpenko                               | Juanita Feldhahn                                 | Solrunn Flataas                                  |
| 2001                           | Mirjam Melchers                                  | Judith Arndt                                     | Trixi Worrack                                    |
| 2002                           | Zul'fija Zabirova                                | Jenny Algelid                                    | Mirjam Melchers                                  |
| 2003                           | Valentina Polchanova                             | Susanne Ljungskog                                | Sara Carrigan                                    |
| 2004                           | Zul'fija Zabirova                                | Judith Arndt                                     | Mirjam Melchers                                  |
| 2005                           | Theresa Senff                                    | Susanne Ljungskog                                | Judith Arndt                                     |
| 2006                           | Nicole Cooke                                     | Amber Neben                                      | Trixi Worrack                                    |
| 2007                           | Judith Arndt                                     | Amber Neben                                      | Noemi Cantele                                    |
| 2008                           | Judith Arndt                                     | Trixi Worrack                                    | Grete Treier                                     |
| 2009                           | Linda Villumsen                                  | Marianne Vos                                     | Susanne Ljungskog                                |
| 2010                           | Ol'ga Zabelinskaja                               | Edita Pučinskaitė                                | Noemi Cantele                                    |
| 2011                           | Emma Johansson                                   | Amber Neben                                      | Shara Gillow                                     |
| 2012                           | Judith Arndt                                     | Trixi Worrack                                    | Emma Johansson                                   |
| 2013                           | Emma Johansson                                   | Shara Gillow                                     | Lisa Brennauer                                   |
| 2014                           | Evelyn Stevens                                   | Elizabeth Armitstead                             | Lisa Brennauer                                   |
| 2015                           | Emma Johansson                                   | Karol-Ann Canuel                                 | Lauren Stephens                                  |
| 2016                           | Elena Cecchini                                   | Amanda Spratt                                    | Ellen van Dijk                                   |
| 2017                           | Lisa Brennauer                                   | Ellen van Dijk                                   | Hayley Simmonds                                  |
| Thüringen Ladies Tour          |                                                  |                                                  |                                                  |
| 2018                           | Lisa Brennauer                                   | Ellen van Dijk                                   | Lucinda Brand                                    |
| 2019                           | Kathrin Hammes                                   | Pernille Mathiesen                               | Lourdes Oyarbide                                 |
| 2020                           | non disputato a causa della pandemia di COVID-19 | non disputato a causa della pandemia di COVID-19 | non disputato a causa della pandemia di COVID-19 |
| 2021                           | Lucinda Brand                                    | Lotte Kopecky                                    | Emma Norsgaard                                   |
| 2022                           | Alexandra Manly                                  | Marta Lach                                       | Femke Gerritse                                   |
| 2023                           | Lotte Kopecky                                    | Lorena Wiebes                                    | Mischa Bredewold                                 |
| 2024                           | Ruth Edwards                                     | Mischa Bredewold                                 | Brodie Chapman                                   |